# Trond Bjørndal
Trond Bjørndal (9 ottobre 1969) è un dirigente sportivo, allenatore di calcio ed ex calciatore norvegese, di ruolo difensore.

## Carriera

### Giocatore

#### Club
Bjørndal iniziò la sua carriera nel Kvernbit, per poi vestire le maglie di Åsane e Bryne. Nel 1997 passò allo Haugesund e giocò due stagioni nella Tippeligaen con questo club. Dopo aver sostenuto un provino per lo Sheffield United, senza esito positivo, passò ai danesi del Vejle.

### Dopo il ritiro
Nel 2004, su scelto come allenatore dello Åsane, con Håkon Østevold come suo assistente. Rimase al club per una sola stagione, perché fu poi assunto al Løv-Ham come assistente di Magnus Johansson. L'anno seguente, Johansson lasciò l'incarico e Bjørndal ne prese il posto. Il Løv-Ham raggiunse la salvezza, ma Bjørndal rassegnò le dimissioni. Poco dopo, fu nominato direttore sportivo dello Åsane.